# Ssai Yukgap, Part 1
Ssai Yukgap, Part 1 (en idioma coreano: PSY Seis Reglas, parte 1) es el primer EP de PSY, el primero en tener éxito a nivel mundial gracias a su tema "Gangnam Style" y el furor por su "baile del caballo". El álbum está dividido en 2 partes, la segunda estaba prevista para noviembre de 2012. El EP vendió 96 272 copias en Corea del Sur.

## Lista de canciones
| CD  |                                                               |                         |                          |          |  |
| N.º | Título                                                        | Letras                  | Música                   | Duración |  |
| 1.  | «Blue Frog (청개구리)» (featuring G-Dragon)                   | PSY, G-Dragon           | PSY, Yoo Gun-hyung       | 3:27     |  |
| 2.  | «Passionate Goodbye (뜨거운 안녕)» (featuring Sung Si Kyung)  | PSY, Yoo Heeyeol        | Yoo Heeyeol, Kim Taehoon | 3:28     |  |
| 3.  | «Gangnam Style (강남스타일)»                                  | PSY                     | PSY, Yoo Gun-hyung       | 3:39     |  |
| 4.  | «Year of 77 (77학개론)» (featuring LeeSsang & Kim Jin Pyo)    | PSY, Kim Jin Pyo, Garie | PSY, Yoo Gun-hyung       | 4:39     |  |
| 5.  | «What Would Have Been? (어땠을까)» (featuring Park Jung Hyun) | PSY                     | PSY, Yoo Gun-hyung       | 4:03     |  |
| 6.  | «Never Say Goodbye» (featuring Yoon Do Hyun)                  | PSY                     | PSY, Yoo Gun-hyung       | 3:21     |  |

- Datos: Q487675